# Spirits Dancing in the Flesh
Spirits Dancing in the Flesh je petnajsti studijski album skupine Santana, ki je izšel leta 1990. Dosegel je 85. mesto lestvice Billboard 200.

## Seznam skladb
| Št.             | Naslov                                                     | Pisec                                                                                    | Dolžina |
| --------------- | ---------------------------------------------------------- | ---------------------------------------------------------------------------------------- | ------- |
| 1.              | „Let There Be Light/Spirits Dancing in the Flesh‟          | Carlos Santana, Chester Thompson                                                         | 7:20    |
| 2.              | „Gypsy Woman‟                                              | Curtis Mayfield                                                                          | 4:29    |
| 3.              | „It's a Jungle out There‟                                  | Santana                                                                                  | 4:32    |
| 4.              | „Soweto (Africa libre)‟                                    | Santana, Thompson, Alphonso Johnson                                                      | 5:06    |
| 5.              | „Choose‟                                                   | Santana, Thompson, Alex Ligertwood                                                       | 4:14    |
| 6.              | „Peace on Earth...Mother Earth...Third Stone from the Sun‟ | John Coltrane, Santana, Jimi Hendrix                                                     | 4:26    |
| 7.              | „Full Moon‟                                                | Paulo Rustichelli                                                                        | 4:31    |
| 8.              | „Who's That Lady‟                                          | Rudolph Isley, Ronald Isley, O'Kelly Isley, Jr., Ernie Isley, Marvin Isley, Chris Jasper | 4:15    |
| 9.              | „Jin-go-lo-ba‟                                             | Babatunde Olatunji                                                                       | 4:46    |
| 10.             | „Goodness and Mercy‟                                       | Santana, Thompson                                                                        | 4:30    |
| Skupna dolžina: | Skupna dolžina:                                            | Skupna dolžina:                                                                          | 48:22   |

## Osebje

### Santana
- Carlos Santana – kitara, vokali, tolkala
- Chester Thompson – klaviature, trobila, Hammond B3, vokali
- Armando Peraza – bongos, konge, tolkala
- Walfredo Reyes – bobni, timbales, tolkala
- Alex Ligertwood – vokali, kitara
- Benny Rietveld – bas

### Gostje
- Francisco Aguabella – konge
- Kevin Dorsey – spremljevalni vokali
- Jim Gilstrap – background vocals
- Tramaine Hawkins  – glavni vokali
- Rashan Hylton – spremljevalni vokali
- Phillip Ingram – spremljevalni vokali
- Alphonso Johnson – bas
- Keith Jones – bas
- Stephen King – vokali
- Hugh "Sweetfoot" Maynard – spremljevalni vokali
- Vernon Reid – kitara
- Raul Rekow – konge, vokali
- Paolo Rustichelli – klaviature, klavir
- Wayne Shorter – sopranski saksofon, tenorski saksofon
- Orestes Vilató – timbales, vokali
- Oren Waters – spremljevalni vokali
- Bobby Womack – glavni vokali

### Dodatni glasbeniki
- Devon Bernardoni – klaviature
- Charisse Dancy – zbor
- Sandra Hunter – zbor
- Marjo Keller – zbor
- Lynice Pinkard – zbor
- Lovetta Brown – zbor
- De Anna Brown – zbor
- Kevin Swan Butler – zbor
- Darryl Williams – zbor
- Edwin M. Harper, Jr. – zborovodja

### Produkcija
- Sergio Albonico – izvršni producent
- Chris Becker – asistent inženirja
- Paul Ericksen  – inženir, miks
- Arne Frager – miks
- Lori Fumar – asistent inženirja
- Jim Gaines – inženir, miks, producent
- Bernie Kirsh – inženir
- David Leonard – miks
- Stephen Marcussen – mastering
- Diego Uchitel – fotografija
- Bob Venosa – oblikovanje
- Peter Wolf – aranžer, producent